# Werksbrücke West
Die Werksbrücke West ist eine private Straßen- und Eisenbahnbrücke über den Main in Frankfurt am Main. Sie befindet sich an der Westgrenze des Industrieparks Höchst bei Mainkilometer 22,030.
Ihr einziger, am linken Mainufer stehender Pylon hat zwei senkrechte Stiele aus Stahlbeton, die mit einem Pfeilerachsabstand von nur 8 m beidseits der Mittelachse des 30,95 m breiten Brückendecks stehen. Dieser Querschnitt beruht auf der vom Bauherrn vorgegebenen Aufteilung in einen mittleren Bereich mit einem Bahngleis und Rohrleitungen und getrennt davon den beiden Außenseiten mit jeweils einer zweispurigen Fahrbahn und einem Gehweg.
Sie wurde 1970 bis 1972 für die damaligen Farbwerke Hoechst als Schrägseilbrücke mit einem Spannbeton-Überbau im Freivorbau errichtet. Die von Ulrich Finsterwalder und Herbert Schambeck zusammen mit dem Architekten Gerd Lohmer geplante und von Dyckerhoff & Widmann errichtete Brücke war die erste als Schrägseilbrücke ausgeführte Betonbrücke für Eisenbahn- und Straßenverkehr. Sie war außerdem die erste Schrägseilbrücke in Harfenform, bei der zahlreiche Schrägseile dicht nebeneinander angeordnet wurden. Ihr Fahrbahnträger besteht aus einem durchgehenden Spannbeton-Hohlkasten, der alle 3 m durch Querträger versteift ist.
Das Flussfeld hat eine Stützweite von 148,23 m. Der Bauherr hatte gefordert, dass die Rohrleitung im Süden schon nach rund 95 m die Brücke verlassen und auch die Brücke selbst schon kurz darauf enden solle. Deshalb stand dort nur ein kurzer Verankerungsbereich zur Verfügung, so dass nicht die gesamte Hauptöffnung über dem Main an den Pylon angehängt wurde. Stattdessen wurden auf dem nördlichen Uferpfeiler sogenannte Betonsegel angeordnet, zwei an beiden Seiten des Mittelbereichs rund 30 m über den Fluss und über den Uferbereich ausladende Kragträgerpaare aus Spannbeton.
Über die östliche, zum Werk hin gelegene Fahrbahn wird der größte Teil des werksinternen LKW-Verkehrs zwischen Nordwerk und Südwerk geführt. Sie dient damit auch der Erschließung des 2004 eingeweihten Rhein-Main-Containerports. Auf ihrer Westseite trägt sie eine öffentlich zugängliche Privatstraße. Sie führt als Hochstraße auf der Werksmauer zum Sindlinger Kreisel am Tor West. Eine weitere Rampe liegt im alten Ortskern von Sindlingen. Seit einigen Jahren ist diese Privatstraße für den motorisierten Verkehr gesperrt.